# Gitty Darugar
Gitty Darugar, qui eut pour nom de scène Gitty Djamal (née le 11 mai 1936 à Téhéran) est une actrice germano-iranienne devenue photographe.

## Biographie
Gitty Darugar est la fille d'un industriel iranien et d’une mère allemande. Elle grandit à Téhéran puis va dans des écoles de plusieurs pays, comme au Devon, à Genève ou Paris puis la villa Arson à Nice et l'académie des arts dramatiques Ernst Busch à Berlin. Elle joue dans le Schlosspark Theater, le Schillertheater et d'autres théâtres de Berlin. Elle arrive au cinéma en 1960. Elle se fait connaître avec la série télévisée Salto Mortale en 1969.
Après une rencontre avec Sven Nykvist, le directeur de la photographie d'Ingmar Bergman, elle travaille comme photographe professionnelle depuis 1984 sous son nom de naissance. Elle vit et travaille en Suisse.

## Filmographie
- 1957 : Eurydice (TV)
- 1958 : Ein Glas Wasser (TV)
- 1960 : Le Trac (de)
- 1960 : Die Fastnachtsbeichte
- 1961 : Und Pippa tanzt (TV)
- 1962 : Seelische Grausamkeit
- 1963 : Zwei in einer Hafenstadt (TV)
- 1969 : Mord nach der Oper (TV)
- 1969–1972 : Salto Mortale (de) (série télévisée, ensemble des 18 épisodes)
- 1970 : Le comte Yoster a bien l'honneur (série télévisée, épisode Computer-Ballade)
- 1970 : Die seltsamen Methoden des Franz Josef Wanninger (série télévisée, épisode Kidnapping)
- 1971 : Komische Geschichten mit Georg Thomalla (série télévisée, 2 épisodes)
- 1971 : Die Entführung (TV)
- 1972 : Die Glücksspirale (TV)
- 1973 : Die Tausender-Reportage (série télévisée, épisode Der Bilderdieb von Brüssel)
- 1973 : Les Trois Mousquetaires
- 1974 : Der Kommissar (série télévisée, épisode Domanns Mörder)
- 1974 : Sergeant Berry (série télévisée, épisode … und der Killer)
- 1974 : On l'appelait Milady
- 1976 : Vier gegen die Bank (de) (TV)
- 1978 : Adoptionen (TV)
- 1978 : Despair
- 1978 : Magere Zeiten (série télévisée, 2 épisodes)
- 1979 : Die Protokolle des Herrn M (série télévisée, épisode Ein Toter fährt nach München)
- 1979 : Danke schön, es lebt sich (série télévisée)
- 1983 : Ein Abend mit Georg Thomalla (Fernsehserie)
- 1987 : Moselbrück (série télévisée, 2 épisodes)